# Хунта 1969 года в Бразилии

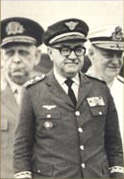
Члены хунты: Таварис, Мелу, Радемакер

Хунта 1969 года, известная также как Вторая хунта — военная хунта, управлявшая Бразилией с 31 августа по 30 октября 1969 года.
Члены триумвирата:
- Аурелиу ди Лира Таварис, генерал сухопутных войск;
- Аугусту Хаман Радемакер Грюневальд, адмирал ВМФ;
- Марсиу ди Соза и Мелу, генерал ВВС.

Хунта пришла к власти в результате военного переворота, в ходе которого не было допущено принятие президентских полномочий вице-президентом Педру Алейшу в связи с недееспособностью по медицинским показаниям после перенёсенного инсульта президента Артура да Коста-и-Силвы. 30 октября 1969 года власть была передана Эмилиу Медиси.